# Rafael Ximena
Rafael María de la Cruz Ximena (Guayaquil, Imperio español, 22 de agosto de 1789-Lima, Perú, 11 de abril de 1830) fue un militar y político guayaquileño. Fue miembro de la Junta Provisoria de Gobierno de la Provincia Libre de Guayaquil que se formó luego de la independencia del territorio.

## Biografía
Rafael Ximena nació en la ciudad de Guayaquil el 22 de agosto de 1789. Sus padres fueron Gaspar de la Cruz Jimena y Muñoz de Guzmán y María Ignacia de Larrabeitia y Ramírez de Arellano. Ximena realizó estudios en España, como alumno del Colegio Militar de Caballeros Cadetes del Alcázar de Segovia, donde mostró disciplina y talento que le valieron prontos ascensos.
Sirvió alrededor de doce años en España hasta que a principios de 1820 retornó a su ciudad natal con el grado de coronel. Cuando volvió, los guayaquileños se encontraban preparando la gesta independentista contra España. Ximena apoyaba la causa, sin embargo no participó de forma directa en el proceso para no ser ingrato con España. Una vez declarada la independencia de Guayaquil, pasó a ser parte de la Junta Provisoria de Gobierno como vocal, la misma que lo ratificó como miembro de en noviembre de 1820.
Años más tarde, cuando la ciudad fue anexada a la Gran Colombia, Ximena se trasladó a Perú, donde desempeñó varios cargos públicos. Murió el 11 de abril de 1830 en la ciudad de Lima. Sus restos fueron posteriormente trasladados de regreso a Guayaquil.